# Β-カルボリン
β-カルボリン（ベータ-カルボリン、β-carboline, 9H-pyrido[3,4-b]indole）は、β-カルボリン類として知られる化合物の一分類の基本骨格である有機アミン。

## 薬理学
β-カルボリンアルカロイドは、植物や動物に幅広く存在し、しばしばモノアミン酸化酵素阻害剤 (MAOI) として作用する。
つる植物のバニステリオプシス・カーピ (アヤワスカとして知られる) の成分である、β-カルボリン類のハルミンやハルマリン、およびテトラヒドロハルミンは、南米先住民族の土着の幻覚剤であるアヤワスカの薬理活性において中心的な役割を果たしている。β-カルボリン類がモノアミン酸化酵素を阻害し、消化管でのジメチルトリプタミン (DMT)の分解を抑えることによって、ジメチルトリプタミンは経口摂取で向精神活性を示すことができる。いくつかのβ-カルボリン類、特にトリプトリンとピノリンは、人体において自然に形成される。β-カルボリンは、脳のベンゾジアゼピン受容体に結合でき、逆作動薬効果を誘導する。
またハルマンはたばこの煙に含まれるMAOIで、焼かれた肉にも含まれる神経毒である。
アメリカ合衆国特許番号5591738では、β-カルボリンの投与により様々な化学物質依存性を治療する方法が解説されている。

## 構造
β-カルボリンはインドールアルカロイドに分類され、1つのインドール骨格と様々な側鎖で構成される。β-カルボリンの構造はトリプタミンの構造と類似しており、トリプタミンのエチルアミン側鎖が一炭素介してインドール環に再び結合し三環式の構造となっている。実際に、β-カルボリンは、類似のトリプタミン類から同様の経路で生合成されると考えられている（ピクテ・スペングラー反応を参照）。β-カルボリンの3つ目の環にはいくつかの異った飽和度が可能であり、下図の構造式に赤と青で二重結合を示している。

## β-カルボリン類の例
下記の表に重要なβ-カルボリン類の内いくつかを示す。
| 一般名               | 赤色の結合 | 青色の結合 | R1  | R6   | R7   | 構造              |
| β-カルボリン         | ×          | ×          | H   | H    | H    | β-Carboline       |
| トリプトリン         |            |            | H   | H    | H    | Tryptoline        |
| ピノリン             |            |            | H   | OCH3 | H    | Pinoline          |
| ハルマン             | ×          |            | CH3 | H    | H    | Harmane           |
| ハルミン             | ×          | ×          | CH3 | H    | OCH3 | Harmine           |
| ハルマリン           | ×          |            | CH3 | H    | OCH3 | Harmaline         |
| テトラヒドロハルミン |            |            | CH3 | H    | OCH3 | Tetrahydroharmine |

## 自然界での存在
現在までに、64の既知のβ-カルボリンアルカロイドが、少なくとも8つの植物ファミリーに広がっている。ペガヌム・ハルマラ（シリアン・ルー）の種子には、β-カルボリンが多く含まれており、2-6%のアルカロイドを含み、ほとんどはハルマリンである。また、ハルミンとハルマリンは、海洋生物、昆虫、哺乳類、またヒトの生体内など、自然界に広く存在する。
ハルマンは、コーヒー、たばこの煙、調理された肉などにも含まれる。
サソリのクチクラにβ-カルボリン類が存在することにより、サソリの外皮はブラックライトなどで作り出される特定の波長の紫外線に曝されると蛍光を発することが知られている。
いくつかのβ-カルボリン類は、痙攣や不安惹起作用、記憶増強作用などベンゾジアゼピン系と逆の作用を示す。